# 소티리스 카이아파스
소티리스 카이아파스(그리스어: Σωτήρης Καϊάφας, 1949년 12월 17일 ~ )는 키프로스의 전직 축구 선수이다.
1967년부터 1984년까지 AC 오모니아 소속으로 뛰었으며 팀이 리그 우승 9회(1972, 1974, 1976, 1977, 1979, 1981, 1982, 1983, 1984), 컵 대회 우승 6회(1972, 1974, 1980, 1981, 1982, 1983), 슈퍼컵 우승 5회(1979, 1980, 1981, 1982, 1983)의 기록을 달성하는 데에 공헌하였다.
키프로스 1부 리그 득점왕에 8번(1972, 1974, 1976, 1977, 1979, 1980, 1981, 1982) 올랐으며 키프로스 1부 리그 시즌 최다 득점 기록인 44득점을 기록하기도 했다. 특히 1975-76 시즌에서는 39득점을 기록했고 1976년에는 유러피언 골든슈를 수상하기도 했다. 키프로스 출신 축구 선수가 유러피언 골든슈를 수상한 것은 현재까지 그가 유일하다. 2003년 키프로스 축구 협회로부터 UEFA 주빌리 어워드 수상자로 선정되었다.